# Johannes Jacobs

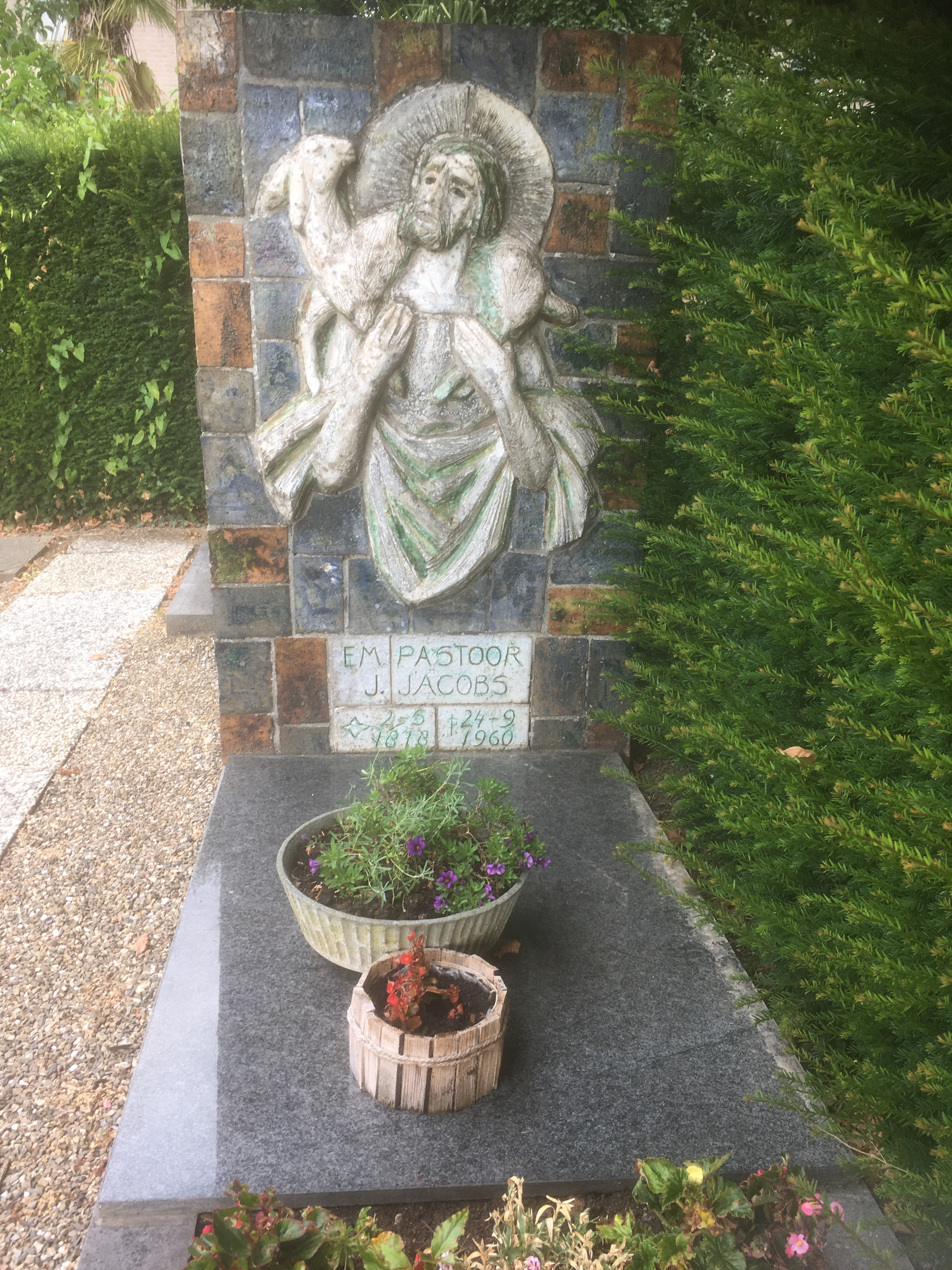
Graf van Johannes Jacobs

Johannes (Jean) Jacobs (Schinveld, 2 mei 1878 – aldaar, 24 september 1960) was een Nederlands priester. Hij was met name bouwpastoor van de Onze-Lieve-Vrouw-van-Lourdeskerk in Maastricht.

## Biografie
Hij was de tweede zoon van Peter Joseph Jacobs (1848 – 1931) en Maria Gertrudis Philomena Jacobs Snijders (1849 – 1924).
Op 31 maart 1906 werd hij in Roermond door de bisschop van Roermond, monseigneur Josephus Drehmanns tot priester gewijd. Op 15 april 1906 droeg hij in Schinveld zijn eerste heilige mis op. Na zijn wijding was hij onder andere van 1907 tot 1910 kapelaan in het Maastrichtse Limmel. 
Op zondag 13 juli 1924 werd hij als bouwpastoor geïnstalleerd in het Wittevrouwenveld te Maastricht. De parochie Wittevrouwenveld werd het jaar daarvoor gesticht in dit toen nog grotendeels onbebouwde en pas sinds 1920 tot Maastricht behorende gebied. In 1928 werd er op zijn initiatief begraafplaats Oostermaas aangelegd. Deze begraafplaats is anno 2014 een gemeentelijk monument.
In mei 1936 had de aanbesteding plaats van de nieuwe kerk, ontworpen door Frits Peutz. Bisschop Monseigneur Guillaume Lemmens legde op 29 maart 1937 de eerste steen en een jaar later, op 14 april (Witte Donderdag) 1938, zegende Jacobs de kerk van Wittevrouwenveld in, toegewijd aan Onze Lieve Vrouw van Lourdes.
Jacobs was traditioneel in zijn geloofsopvattingen en  modern qua bouwinzicht. Zo liet hij volgens de nieuwste inzichten ten aanzien van het 'gezonde school'-concept bouwen: de semi-openluchtschool, zoals grote ramen voor veel licht en gezonde lucht. Behalve de kerk liet hij met het kerkbestuur namelijk ook Basisschool Sint-Theresia (Maastricht,1930), een 'bewaarschool' (1936) en een jongensschool (1949) bouwen.
Hij kon zijn leven lang rekenen op zijn zus en huishoudster Louisa (Wieske) Jacobs (1886 – 1964). Bescheiden en in stilte hard werkend, vanaf zijn priesterwijding tot aan zijn dood, stond haar leven in dienst van de kerk.
Met ingang van zijn emeritaat op 8 maart 1950 keerden hij en zijn zus weer terug naar Schinveld, naar de ouderlijke boerderij op de hoek van de Nieuwwijkstraat en Bouwbergstraat. 
Hij overleed op 24 september 1960 op 82-jarige leeftijd in Schinveld en is begraven op het plaatselijke kerkhof. Zijn graf bevindt zich daar nog steeds.

## Postuum
De Pastoor Jacobsweg (1975) in Maastricht-Wittevrouwenveld is naar Jacobs vernoemd.